# Параван
Параван (англ. paravane, от лат. parare — «защищать, предохранять» (парировать) и англ. vane — крыло, лопасть, руль).

## В морском деле
Буксируемый подводный аппарат для защиты корабля от якорных контактных мин. Разработаны в 1914—1918 гг. Представляет собой металлический корпус с отводящим крылом, стабилизатором глубины хода и резаком. Устанавливались с обоих бортов корабля. При движении корабля параван отходит в сторону от борта и удерживает на заданной глубине тралящую часть троса. При встрече паравана с миной её минреп отводится по тралящей части от корабля и подсекается резаком. Всплывшие мины уничтожаются. 

С развитием неконтактных мин, после Второй мировой войны, сняты с вооружения.
Также параванами называются устройства для растяжения (сепарации) морских сейсмических кос в морской геофизике. При движении корабля сейсмический параван отходит в сторону от борта и удерживает на заданном расстоянии систему кос (регистрирующих плавающих кабелей) в морской 3D-сейсморазведке.
По аналогичному принципу работают параваны в рыбопромысловом флоте, для контроля глубины и степени раскрытия трала.

## В авиации
Также параванами назывались устройства для отвода строп аэростатов заграждения, которым оборудовались самолёты. Устройство представляло собой тросы, натянутые от носа самолёта к концам крыльев. Испытывались и применялись в ходе Второй мировой войны на самолётах Heinkel He-111, Junkers Ju.88A-6, Ту-2 Параван, Пе-2 «Параван»

## В железнодорожной и автомобильной технике
Щиток (как правило, прозрачный), устанавливаемый возле боковых окон локомотивов, вагонов автобусов или легковых автомобилей для защиты машиниста (водителя) и пассажиров от набегающего потока воздуха. На сегодняшний день от использования параванов на автобусах и вагонах практически полностью отказались. На локомотивах и легковых автомобилях используются до сих пор.

## Защитное устройство на мотоцикле
В Бразилии повсеместной практикой является установка на руль мотоцикла одного или двух длинных вертикальных штырей для защиты мотоциклиста от травмирования леером (нитью) воздушного змея.
Дело в том, что среди бразильских детей очень популярны бои воздушных змеев, целью в которых является перерезание леера змея соперника леером своего змея. Для этого леер выполняется из прочного синтетического волокна (арамида) с покрытием из толчёного стекла для придания абразивных свойств. При столкновении мотоциклиста с леером последний способен наносить тяжёлые травмы вплоть до смертельных, причём может прорезать даже толстую мотоциклетную куртку. Травмы от лееров воздушных змеев являются причиной четверти смертельных случаев среди мотоциклистов в Бразилии.
Поэтому мотоциклы оборудуются устройством, отводящим и обрезающим леер воздушного змея. Устройство напоминает по конструкции штыревую антенну (и даже может быть телескопически складным) и часто имеет на конце крючок, внутренняя часть которого заточена: крючок улавливает леер и разрезает его.

## Мебель
Род мебели, состоящей из нескольких шарнирно соединённых рам, обтянутых материей и служащих для предохранения от сквозняков. То же, что и ширма.

## Пляжный параван
Отрезок ткани, высотой от 70 до 90 сантиметров и длиной от 4 до 12 метров, крепящийся на деревянных колышках, устанавливаемых в песчаную поверхность побережья. Служит в целях защиты отдыхающих от ветра и солнца.